# مایکل اس. انگل
 مایکل اس. انگل (انگلیسی: Michael S. Engel؛ زادهٔ ۲۴ سپتامبر ۱۹۷۱) یک دانشمند اهل ایالات متحده آمریکا است. 
وی همچنین برنده جوایزی همچون کمک هزینه گوگنهایم شده است.